# UCI Oceania Tour

Logo der UCI Oceania Tour

Die UCI Oceania Tour ist der vom Weltradsportverband UCI zur Saison 2005 eingeführte ozeanische Straßenradsport-Kalender. Sie gehört mit den anderen kontinentalen Rennserien (UCI Africa Tour, UCI America Tour, UCI Asia Tour, UCI Europe Tour) zu den UCI Continental Circuits unterhalb der UCI ProTour (seit 2011: UCI WorldTour) und der zur Saison 2020 eingeführten UCI ProSeries.

## Teams
An den Rennen der UCI Oceania Tour dürfen – abhängig von der UCI-Kategorie – UCI ProTeam, UCI Professional Continental Teams, UCI Continental Teams, sowie National-, Regional-, Vereinsteams teilnehmen.  Die ersten drei ozeanischen Continental Teams eines zu Saisonbeginns aufgrund der verpflichten Fahrer errechneten fiktionalen Rankings sind von den Veranstaltern der Rennen der ersten und zweiten Kategorie zwingend einzuladen.
| Rennen            | Teams                                                                                           |
| ----------------- | ----------------------------------------------------------------------------------------------- |
| HC (1.HC + 2.HC)  | UCI ProTeams (max. 65 %) UCI Professional Continental Teams UCI Continental Teams Nationalteams |
| 1 (1.1 + 2.1)     | UCI ProTeams (max. 50 %) UCI Professional Continental Teams UCI Continental Teams Nationalteams |
| 2 (1.2. + 2.2)    | UCI Professional Continental Teams UCI Continental Teams Nationalteams Regional-, Vereinsteams  |
| Ncup (1.2. + 2.2) | Nationalteams Mixedteams                                                                        |

## Rennen
Zu den wichtigsten UCI-Oceania-Tour-Rennen zählen:
- Herald Sun Tour

Ehemalige UCI-Oceania-Tour-Rennen sind:
- Tour Down Under (bis 2007; seitdem Teil der UCI Pro Tour)
- Melbourne to Warrnambool

## Sieger UCI Oceania Tour
| Jahr | Fahrerwertung    | Mannschaftswertung                  | Nationenwertung | Nationenwertung U23 |
| ---- | ---------------- | ----------------------------------- | --------------- | ------------------- |
| 2005 | Robert McLachlan | MG XPower-Bigpond                   | Australien      | —                   |
| 2006 | Gordon McCauley  | Successfulliving.com                | Australien      | —                   |
| 2007 | Robert McLachlan | Drapac-Porsche Development Program  | Australien      | Australien          |
| 2008 | Hayden Roulston  | Southaustralia.com-AIS              | Australien      | Australien          |
| 2009 | Peter McDonald   | Drapac Porsche Cycling              | Australien      | Australien          |
| 2010 | Michael Matthews | Team Jayco-Skins                    | Australien      | Australien          |
| 2011 | Richard Lang     | Team Jayco-AIS                      | Australien      | Australien          |
| 2012 | Paul Odlin       | Team Jayco-AIS                      | Australien      | Australien          |
| 2013 | Damien Howson    | Huon Salmon-Genesys Wealth Advisers | Australien      | Australien          |
| 2014 | Robert Power     | Avanti Racing Team                  | Australien      | Australien          |
| 2015 | Taylor Gunman    | Avanti Racing Team                  | Neuseeland      | Australien          |
| 2016 | Sean Lake        | Avanti Isowhey Sport                | Australien      | Australien          |
| 2017 | Lucas Hamilton   | Mitchelton Scott                    | Australien      | Australien          |
| 2018 | Chris Harper     | Bennelong Swisswellness             | Australien      | Australien          |
| 2019 | Caleb Ewan       | Team Bridgelane                     | Australien      | Australien          |
| 2020 | Richie Porte     | St George Continental Cycling Team  | Australien      | Australien          |
| 2021 | Richie Porte     | Black Spoke Pro Cycling             | Australien      | Australien          |
| 2022 |                  |                                     |                 |                     |

Zu den Regeln der einzelnen Ranglisten: